# محطة تناضح عكسي

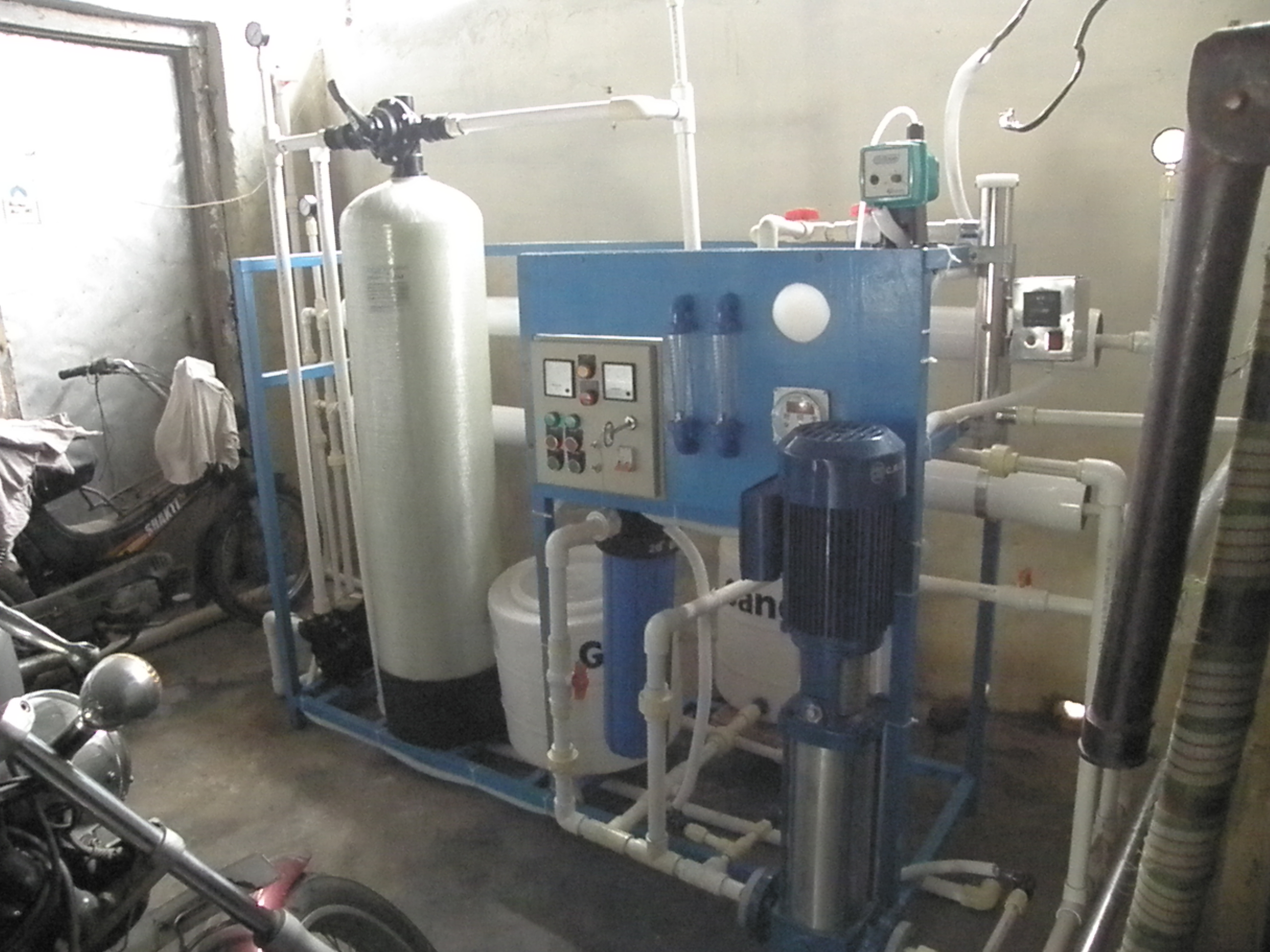
جهاز ينتج 1000 لتر في الساعة من الماء العذب وهو مزود بجهاز معالجة باللأشعة فوق البنفسجية لتعقيم الماء.

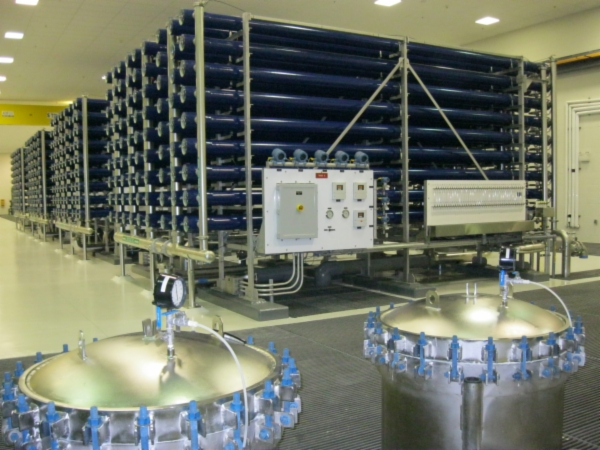
سلسلة إنتاج التناضح العكسي، محطة التناضح العكسي في نورث كيب كورال.

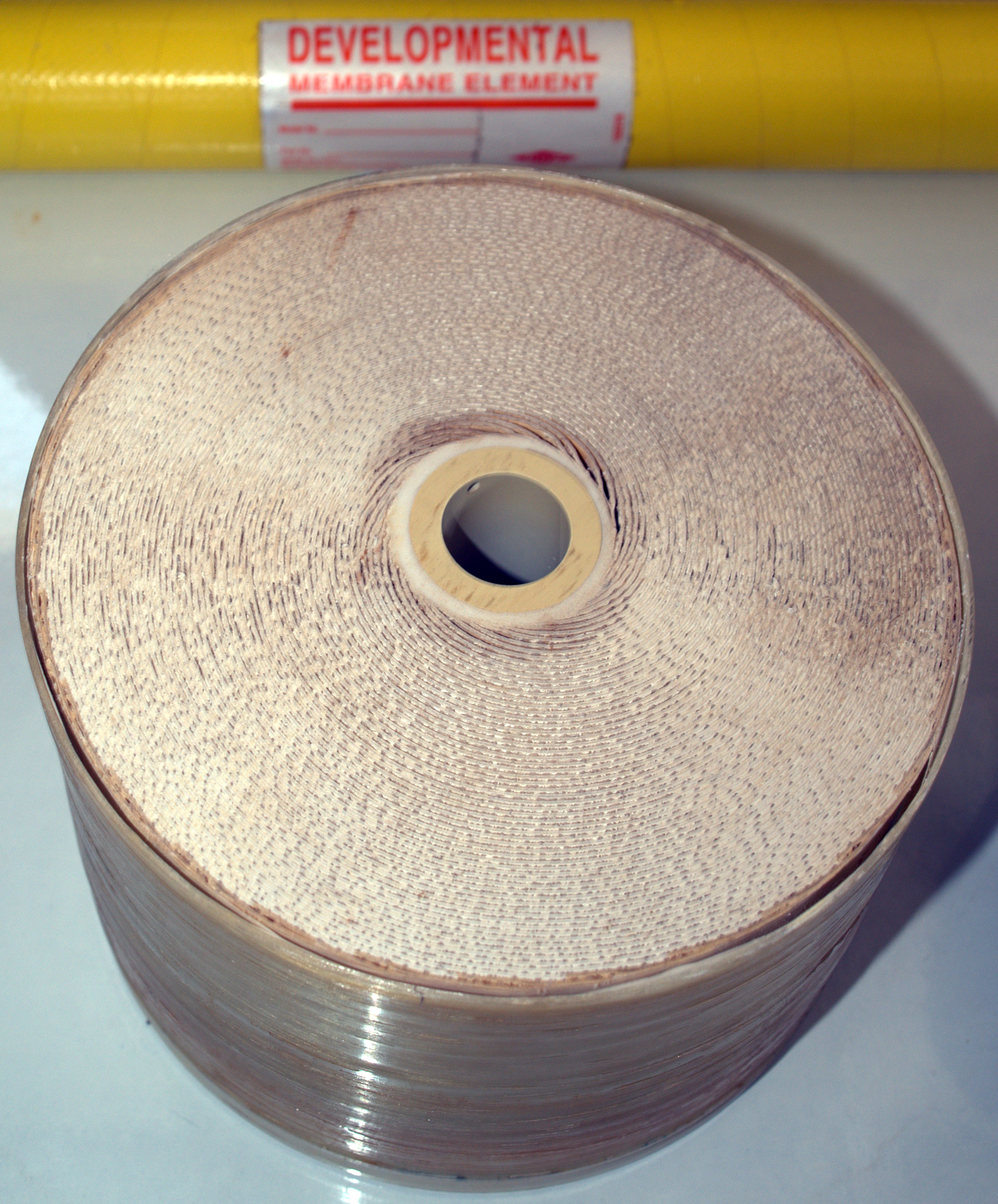
ملف أغشية يستخدم لتحلية ماء البحر.

محطة تناضح عكسي (بالإنجليزية: reverse osmosis plant)‏ هو معمل يتم فيه تحلية مياه البحر بطريقة تناضح عكسي. تحتاج محطة حديثة لتحلية مياه البحر حاليا (2014) إلى نحو 6 كيلوواط ساعي من الكهرباء لإنتاج 1 متر مكعب من الماء العذب.
 وينتج من العملية أيضا ماء مركز الملوحة يسمى «براين» brine. تواجه تلك المحطات تحديات وهي كيفية خفض الاستهلاك الكهربائي للإنتاج، واسغلال الطاقة المتجددة، وتحسين أداء العملية، والاستفادة من الماء المتخلف المركز الملوحة.
كما تستخدم طريقة التناضح العكسي لإنتاج ما يسمى «وحدة تنقية الماء بالتناضح العكسي» وهي أجهزة صغيرة تستخدم في الأغراض العسكرية.

## أمثلة لمحطات تحلية المياه
محطات تعمل 
- محطة ينبع في المملكة العربية السعودية التي انتهى بنائها في عام 1999 لتنتج 107.000 متر مكعب في اليوم من الماء العذب. ثم وسعت في عام 2009 ليصل انتاجها 132.000 متر مكعب في اليوم.[5]
- في باكستان في ولاية السند أنشأت الحكومة 382 محطة تعمل بالتناضح العكسي. كما تعزم على أنشاء 726 وحدات صغيرة في مناطق أخرى.
- في الصين، تم التخطيط لإنشاء محطة تحلية مياه في تيانجين في عام 2010، لإنتاج 100,000 متر مكعب من مياه البحر المحلاة يوميًا.[6][7]
- في دولة إسرائيل محطة عسقلان عل البحر الأبيض المتوسط، وهي أكبر محطة في العالم تعمل بطريقة التنالضح العكسي وتنتج 320.000 متر مكعب يوميا بتكلفة تبلغ 50و0 دولار أمريكي للمتر المكعب.[8][9]
- في إسبانيا في عام 2004، تم التخطيط لبناء 20 محطة للتناضح العكسي على طول كوستاس، على أمل تلبية ما يزيد قليلاً عن 1٪ من إجمالي احتياجات إسبانيا من المياه.[10][11]
- يأتي ما يقرب من 17% من مياه الشرب في بيرث، أستراليا، من محطة تحلية مياه البحر بالتناضح العكسي.[12] تُعد بيرث مرشحًا مثاليًا لمحطات التناضح العكسي نظرًا لمناخها الجاف والقاحل نسبيًا حيث تكون موارد المياه العذبة التقليدية نادرة، ومع ذلك فهي محاطة بالمحيط.[13] أعلنت شركة المياه في غرب أستراليا عن محطة تحلية المياه في بيرث في أبريل 2005.[13] في ذلك الوقت، كانت أكبر محطة تحلية مياه تستخدم تقنية التناضح العكسي في نصف الكرة الجنوبي.[13]